# مایکل پریور (الهیات‌شناس)
مایکل پریور (انگلیسی: Michael Prior; ۱۵ مارس ۱۹۴۲ – ۲۱ ژوئیهٔ ۲۰۰۴) الهی‌دان اهل جمهوری ایرلند بود. کشیش جماعت لازاری‌ها، استاد الهیات کتاب مقدس در دانشگاه سنت مری، توییکنهام، و یک الهی‌دان الهیات آزادی‌بخش بود. او یکی از چهره‌های رنگارنگ و بحث‌برانگیز کلیسای کاتولیک در بریتانیای کبیر و منتقد صریح اسرائیل و صهیونیسم بود.

## کار
قبلاً یک صهیونیسم‌ستیزی بود و معتقد بود که دانش کتاب مقدس تبانی در سرکوب مردم فلسطینی را تشویق می‌کند. پریور در کتابش «کتاب مقدس و استعمار: نقد اخلاقی» استدلال کرد که روایت کتاب مقدس خروج بنی‌اسرائیل از مصر و کتاب یوشع برای توجیه آنچه او استعمار می‌دانست، در فلسطین، قاره آمریکا و آفریقای جنوبی به کار گرفته شده‌است.
پریور در کتاب خود با عنوان صهیونیسم و دولت اسرائیل: یک تحقیق اخلاقی به نقد اخلاقی صهیونیسم پرداخت و بر ریشه‌های سکولار آن و ویژگی نسبتاً اخیر حمایت یهودیان مذهبی از صهیونیسم تأکید کرد. پریور همچنین مدعی شد که اخراج فلسطینی‌ها به دور از نتیجه هولوکاست یا ناشی از اقبال جنگ در سال ۱۹۴۸، از ابتدا توسط پدران بنیانگذار صهیونیسم برنامه‌ریزی شده بود. پریور معتقد بود که صهیونیسم از سال ۱۹۴۸، زمانی که اولین جنگ آغاز شد، از نظر اخلاقی ناقص بود.
مایکل پریور در مقاله ای تحت عنوان پاکسازی قومی و کتاب مقدس: نقد اخلاقی می‌نویسد، یهودیان ادعا می‌کنند که مالکیت انحصاری «سرزمین اسرائیل» بر اساس کتاب مقدس است. اگرچه صهیونیسم سیاسی حمله ای به دین یهودیت بود، اما سیاست شهرک‌سازی آن امروزه به اندازه صهیونیست‌های مذهبی حامیان سرسختی ندارد. کتاب مقدس هر عذاب وجدانی را که ممکن است در مورد اخراج فلسطینی‌ها داشته باشند برطرف می‌کند: قوانین عادی اخلاقی به حالت تعلیق درآمده و پاکسازی قومی مورد تشویق قرار می‌گیرد. با این حال، سنت‌های سرزمینی کتاب مقدس سؤالات اخلاقی اساسی را مطرح می‌کند، که هم به محتوای آنها مربوط می‌شود - آنها پاکسازی قومی کنعان را الزامی می‌کنند - و هم به روش‌هایی که به نفع شرکت‌های مختلف استعماری، از جمله صهیونیسم، به کار گرفته شده‌اند.